# Panelus quadridentatus
Panelus quadridentatus là một loài bọ cánh cứng trong họ Bọ hung (Scarabaeidae).